# حسن دوغان
حسن دوغان (بالتركية: Hasan Doğan)‏ هو شخصية أعمال تركي، ولد في 15 مارس 1956 في Abana, Kastamonu ‏ في تركيا، وتوفي في 5 يوليو 2008 في بودروم في تركيا بسبب نوبة قلبية.